# Carl Friedrich Thelemann
Carl Friedrich Thelemann, auch Karl (* 4. September 1811 in Aschaffenburg; † 4. April 1889 in Karlsruhe), war ein deutscher Gartenarchitekt.

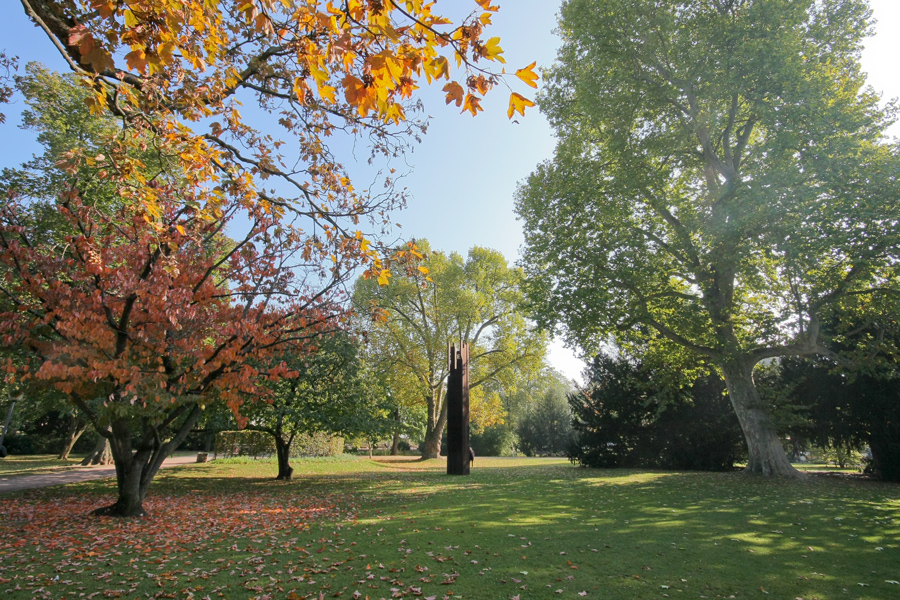
Warmer Damm in Wiesbaden

## Werdegang
Thelemann wurde im Jahr 1839 als Gartenarchitekt an den Botanischen Garten in St. Petersburg berufen und wechselte 1846 als Herzoglich Nassauischer Garteninspektor nach Wiesbaden.
Seine ersten Aufgaben waren hier die Neugestaltung des Kurparks im englischen Stil mit Weiher und Fontäne, sowie die Anlage des sog. Bowlinggreens vor dem Kurhaus.
Im Jahr 1853 fiel ihm die Aufgabe zu, den Schlosspark Biebrich umzugestalten, wobei er dessen Gewächshäuser zum Ausgangspunkt der ersten Internationalen Gartenausstellung 1861 machte.
Im Jahr 1868 wurden die von ihm betreuten Gewächshäuser an die Stadt Frankfurt am Main verkauft und bildeten den Grundstock des Palmengartens. Thelemann gelang es in der Folgezeit durch Auslandsreisen die Biebricher Pflanzensammlung wieder zu ergänzen.
Parallel hierzu hatte Thelemann in den Jahren zwischen 1850 und 1855 die Aufgabe übernommen, die Anlagen um Schloss Schaumburg nahe Limburg an der Lahn neu zu gestalten und war darüber hinaus im Jahr 1854 mit der Leitung der Kuranlagen in Wiesbaden, Schlangenbad, Schwalbach und Ems betraut worden.
In die Jahre zwischen 1856 und 1860 fielen die Umgestaltung der Parkanlagen am Warmen Damm und von 1862 bis 1865 die Schaffung von Generalplänen für die Gestaltung der Stadt Wiesbaden und ihrer Umgebung. Gleichzeitig kümmerte sich Thelemann zwischen 1861 und 1863 um die Anlage der Ladeschen Park- und Gartenanlagen in Geisenheim.